# انس پیترسن (تیرانداز)
انس پیترسن (دانمارکی: Anders Petersen; ۱۳ ژوئیهٔ ۱۸۷۶ – ۸ دسامبر ۱۹۶۸) تیرانداز اهل دانمارک بود.
وی در مسابقات کشوری و بین‌المللی در مجموع برندهٔ ۱ مدال طلا شده‌است.